# 超速离心机

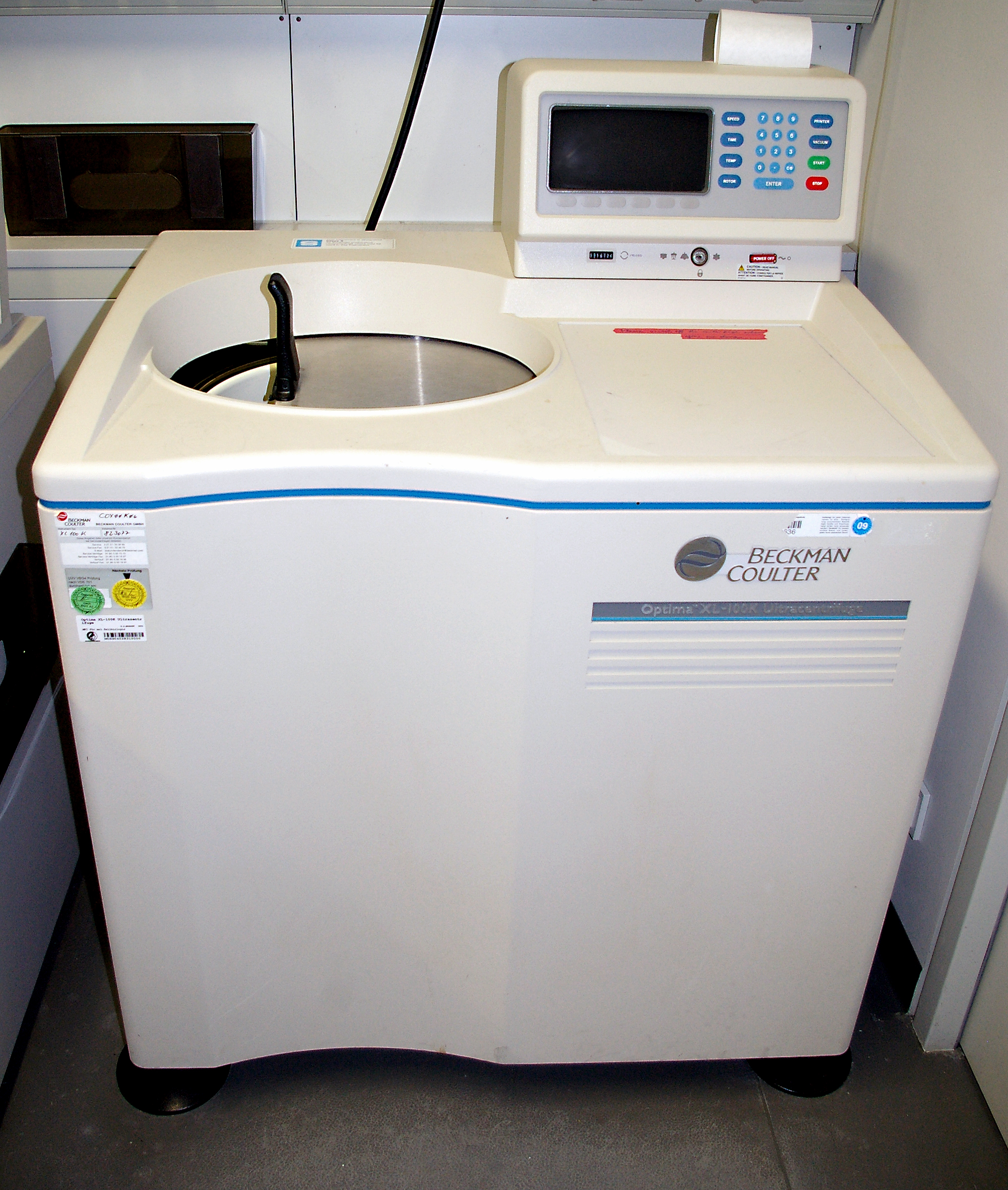
贝克曼库尔特的一台落地式超速离心机

超速离心机是指转速大于10000rpm的離心機，其加速度最高可达1,000,000 g 以上，具体可分为制备型超速离心机和分析型超速离心机，两类设备在分子生物学、生物化学和聚合物科学中都有重要用途。